# Parti social allemand (Empire allemand)
Cet article concerne le Deutschsoziale Partei  durant l'Empire allemand. Pour le parti existant durant la période de la République de Weimar, voir Parti social allemand (République de Weimar).
Le Parti social allemand, en allemand Deutschsoziale Partei (DSP), est un parti politique de l'Empire allemand. Il est fondé lors du Congrès de Bochum en 1889 à l'initiative de Max Liebermann von Sonnenberg et Theodor Fritsch, membre de l'Association allemande antisémite (de).

## Histoire

### 1889-1894
Le parti défend l'antisémitisme racial et appelle à l'abolition ou au moins à la restriction sévère de l'émancipation des Juifs. Il plaide également pour des réformes sociales en faveur de l'agriculture et du Mittelstand (de) sur une base socialement conservatrice et monarchique. En 1890, le président du DSP, Max Liebermann von Sonnenberg, est député du Reichstag pour la circonscription Fritzlar-Homberg-Ziegenhain (Hesse-Nassau).
Au sommet de leur importance, les partis antisémites obtiennent 3,4% des voix et 16 sièges au Reichstag aux élections législatives allemandes de 1893. Le DSP remporta quatre sièges (Liebermann von Sonnenberg, Paul Förster, Adolf König, Hans Leuss (de)) et forme un groupe parlementaire avec les 11 députés du Parti allemand de la réforme. Le Hannoversche Post (de) sert d'organe. En 1894, les deux partis fusionnent officiellement pour former le Parti social allemand de la réforme (Deutschsoziale Reformpartei, DSRP), mais sans standardiser leurs programmes et leurs structures organisationnelles.

### 1900-1914
Le début du XXe siècle est caractérisé par le déclin de l'antisémitisme parlementaire et les différends.
Au congrès du parti de Magdebourg en octobre 1900, le DSRP se scinde après que Liebermann von Sonnenberg ne peut pas en être son chef. Le DSP désormais indépendant s'appuie étroitement sur le Parti conservateur allemand, la Fédération des agriculteurs et l'Association nationale allemande des employés du commerce (de). Il existe également des liens personnels étroits avec ces deux dernières organisations, notamment par le biais de Ludwig von Reventlow (de) et Wilhelm Schack (de). Aux élections législatives allemandes de 1903, le DSP remporta deux circonscriptions et crée l'Association économique (de) au Reichstag avec les représentants de la Fédération des agriculteurs, du Parti chrétien-social et de la Fédération des agriculteurs bavarois (de) afin d'obtenir le statut de groupe parlementaire. Le protectionnisme agricole et les demandes d'une politique étrangère impérialiste agressive sont de plus en plus mis en avant dans le parti et le groupe parlementaire en relation avec l'antisémitisme. Avec cette stratégie, le déclin en faveur des électeurs est temporairement stoppé, le parti a à nouveau huit députés du Reichstag en 1907. Après la mort de Liebermann en 1911 et la défaite électorale de 1912, l'antisémitisme du DSP se radicalise de nouveau. En mars 1914, ses membres se réconcilient avec les « réformateurs » et forment le Parti du peuple allemand.

## Élus
Le DSP a près des trois quarts de sa circonscription dans les zones rurales, où il est principalement soutenu par des agriculteurs, des artisans, des petites entreprises, des employés et des fonctionnaires. L'électorat est concentré sur le Nord et l'Ouest de l'Allemagne et certaines parties de la Hesse. En règle générale, cependant, le DSP ne peut gagner une circonscription qu'avec le soutien des conservateurs et de la Fédération des agriculteurs. Les candidats au DSP ont remporté les circonscriptions suivantes aux élections du Reichstag dans l'Empire :
- Circonscription de Fritzlar (de)–Homberg (de)–Ziegenhain (Max Liebermann von Sonnenberg 1890, 1893, 1903 et 1907)
- Circonscription de Neustettin (Paul Förster 1893)
- Circonscription de Rinteln (de)–Hofgeismar (Adolf König 1893, Ludwig von Reventlow (de) 1903, Richard Herzog 1907 et 1912)
- Circonscription de Eschwege (de)–Schmalkalden (Hans Leuss (de) 1893 et Friedrich Raab (de) 1907)
- Circonscription de Cassel (Wilhelm Lattmann (de) 1903 et 1907)
- Circonscription de Marbourg (de)–Frankenberg (de) (Karl Böhme (de) 1907 et Johann Rupp 1912)
- Circonscription de Giessen–Grünberg (de) (Philipp Köhler 1907)
- Circonscription de Eisenach (Wilhelm Schack (de) 1907).